# فندق وبرج ترامب العالمي (فانكوفر)
فندق وبرج ترمب العالمي في فانكوفر هو ناطحة سحاب سكنية وفندق سابق في وسط مدينة فانكوفر ، كولومبيا البريطانية ، كندا. مكون من 63 طابقا 187.8 متر (616 قدم) في 1151 شارع ويست جورجيا ، وتم الانتهاء منه في عام 2016. البرج هو ثاني أطول مبنى في المدينة ، بعد برج شانغريلا الواقع عبر شارع ويست جورجيا.
في 28 أغسطس 2020 ، أُعلن أن الفندق سيظل مغلقًا بشكل دائم. تم تسريح أكثر من 250 موظفًا مؤقتًا بسبب وباء COVID-19 . وأُبلغ موظفو الفندق لاحقًا دون سابق إنذار بأنهم فقدوا وظائفهم نهائيًا.